# Villa Moritz Ziller
Die Villa des Lößnitz-Baumeisters Moritz Ziller liegt im Stadtteil Serkowitz der sächsischen Stadt Radebeul, im Augustusweg 5 genau an der Grenze zur Oberlößnitz. Sie ist das Nachbarhaus zur Villa seines Bruders Gustav (Nr. 3). Darüber hinaus hatten die beiden Brüder dort das „Geschäftslokal“ ihrer Baufirma „Gebrüder Ziller“.

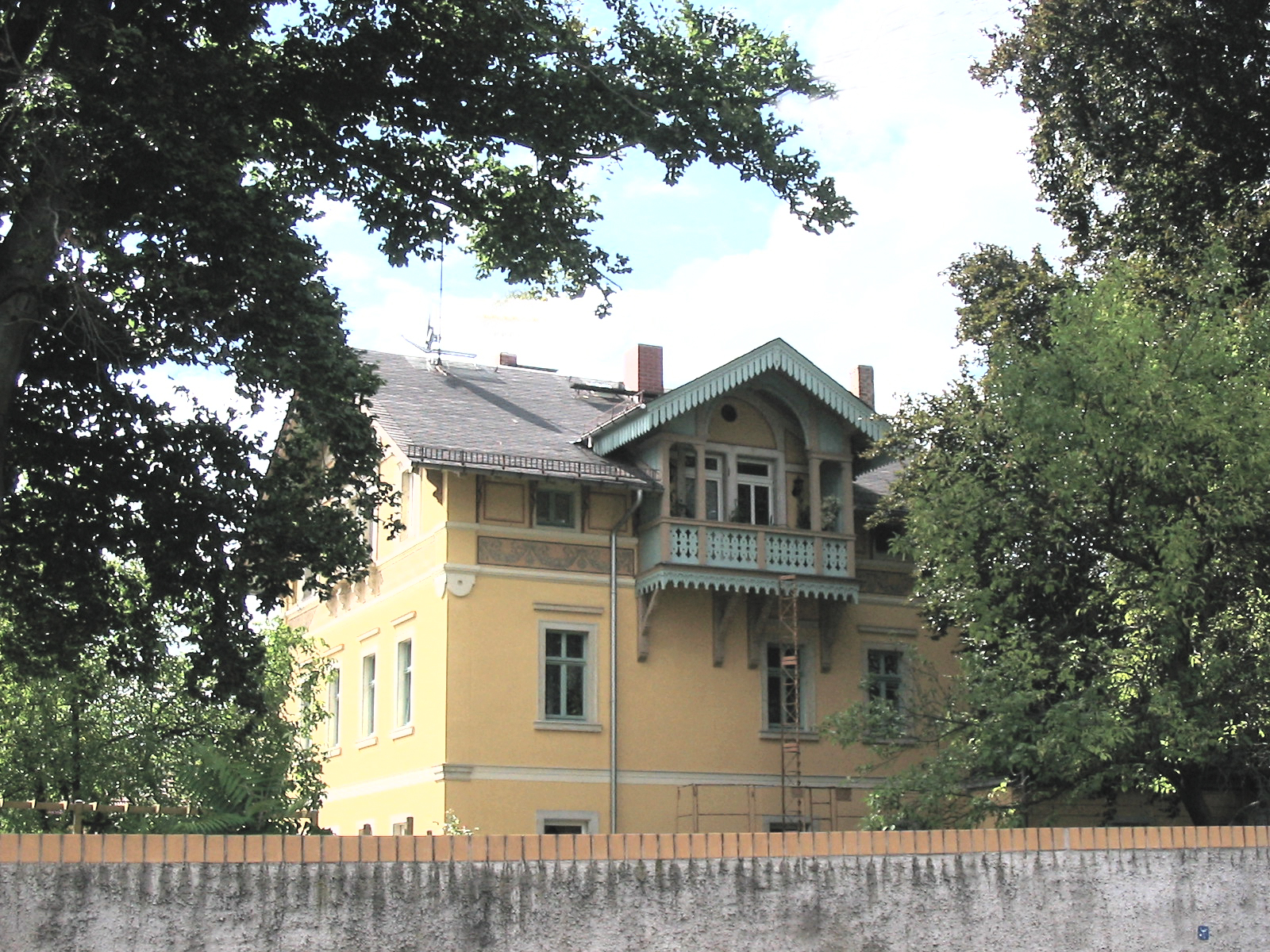
Wohnhaus Moritz Zillers, von der Hoflößnitzstraße aus

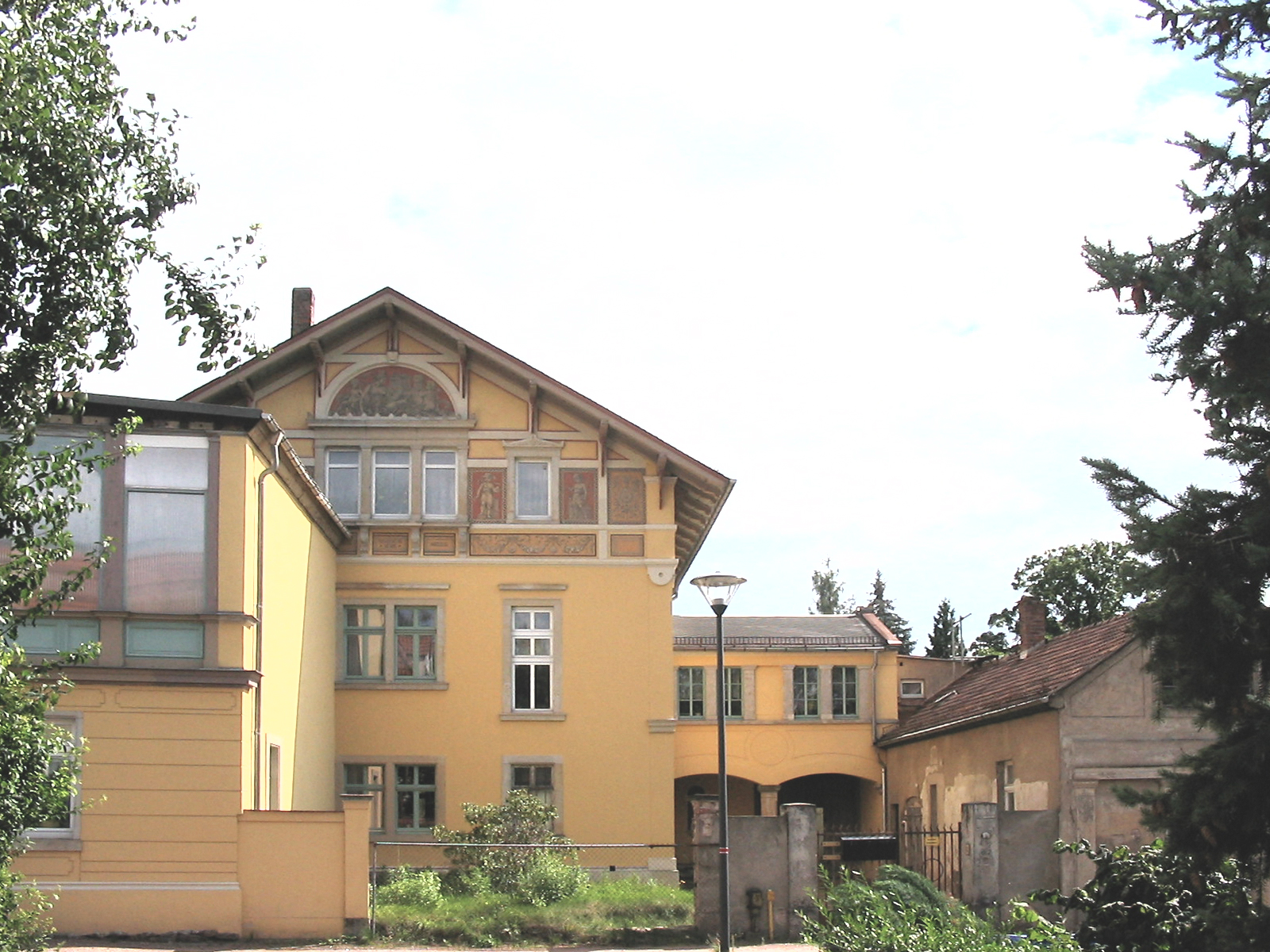
Geschäftslokal Gebrüder Ziller, vom Augustusweg aus: li. der Ateliersaal, re. das Planarchiv (noch unsaniert)

## Beschreibung
Die mitsamt Nebengebäude und Einfriedung unter Denkmalschutz stehende Villa im Schweizerstil „mit Elementen der Villenarchitektur italienischen Stils“ steht auf einem weitläufigen Eckgrundstück mit altem Baumbestand. Sie ist ein zweieinhalbgeschossiger Bau einschließlich des ausgebauten Satteldach-Geschosses, der giebelständig zum Augustusweg ausgerichtet ist. Im Giebel des Hauses findet sich eine Figur in Sgraffitotechnik. In der Dachtraufe befindet sich ein mit einem Balkon versehener Zwerchgiebel nebst Brettschnitzerei. Als Inschrift steht am Haus: „MDCCCXLVIII Providentiae memor MDCCCLXX“ (‚1848 der Vorsehung eingedenk 1870‘).
Vor dem westlichen Straßengiebel der Villa, an der linken Kante zur Straßenkreuzung hin, steht ein von 1890 stammender zweigeschossiger Vorbau mit Pilastergliederung und einem als hölzerne Veranda erstellten, großzügig verglasten Obergeschoss als Atelier. Der Vorbau ist wiederum mit einem kleinen, eingeschossigen Anbau mit Terrasse und eiserner Treppe zum Garten ergänzt.
An der Grundstücksgrenze nach Westen steht eine eingeschossige Remise von 1887 mit pilastergegliederter Giebelwand. Von der Remise besteht ein Verbindungsbau zum Haupthaus.

## Geschichte

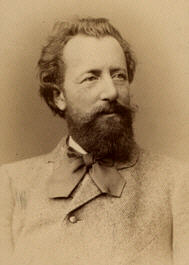
Moritz Ziller

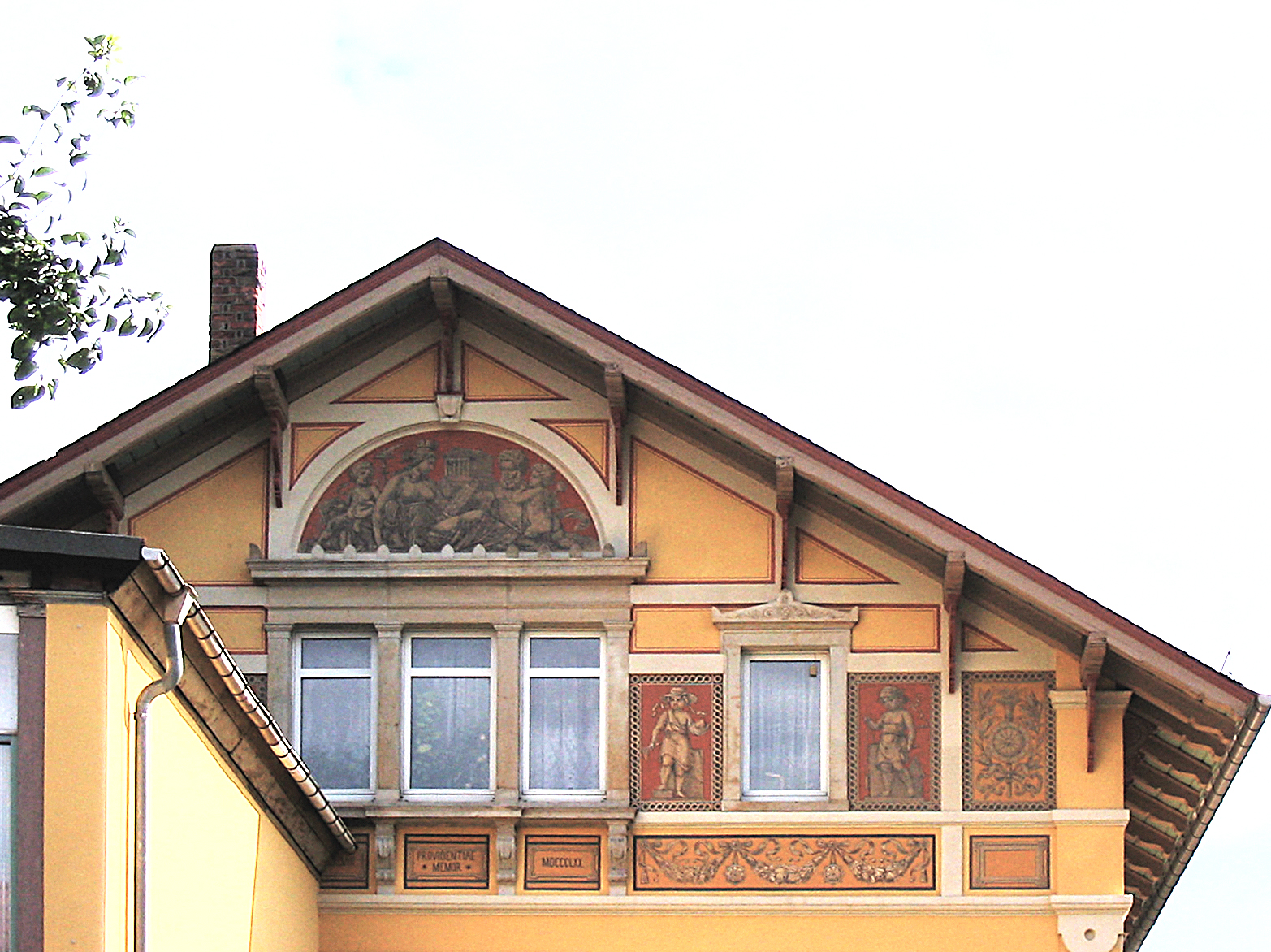
Villa Moritz Ziller: Giebeldetail

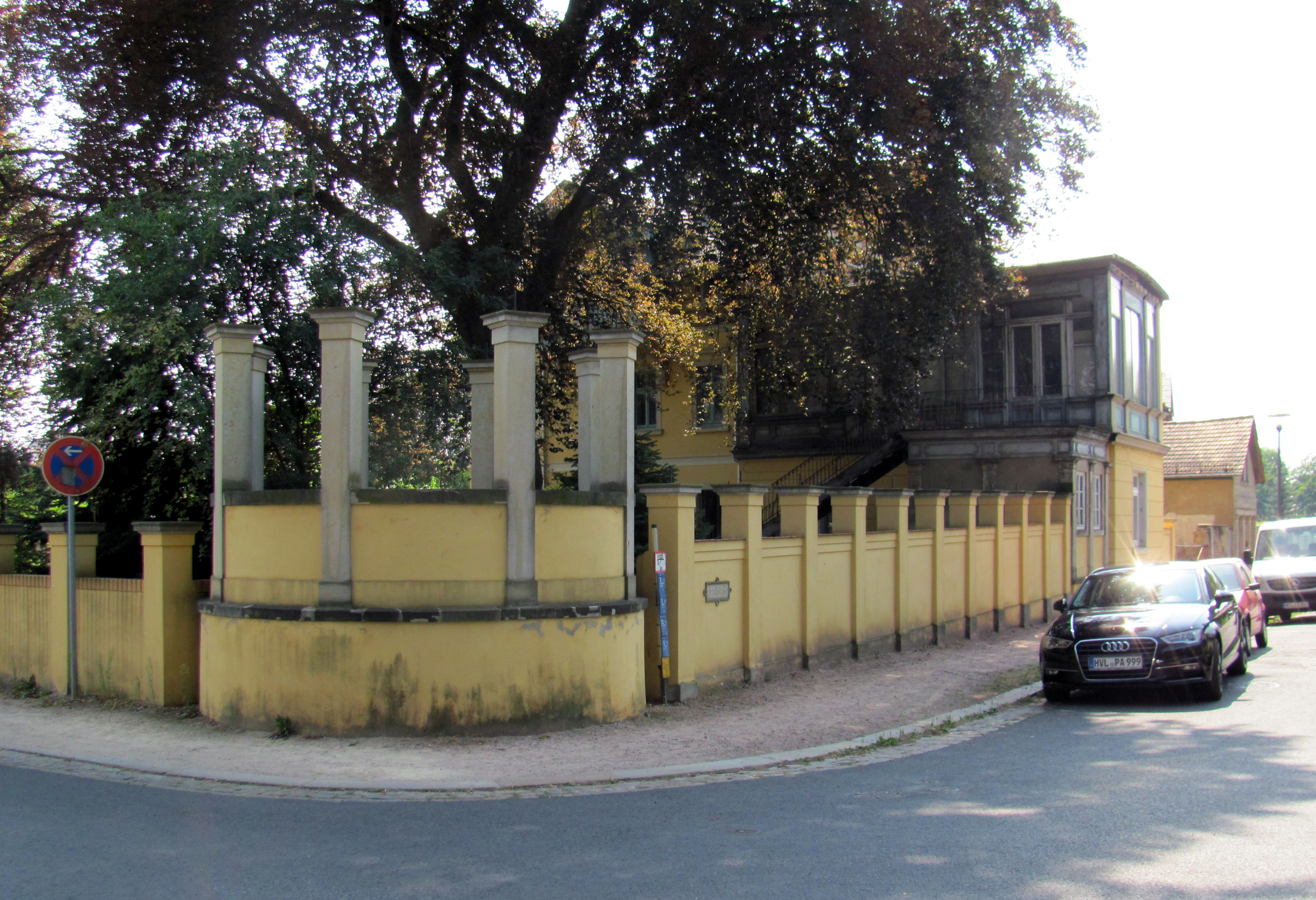
Geschäftslokal Gebrüder Ziller: Ateliersaal

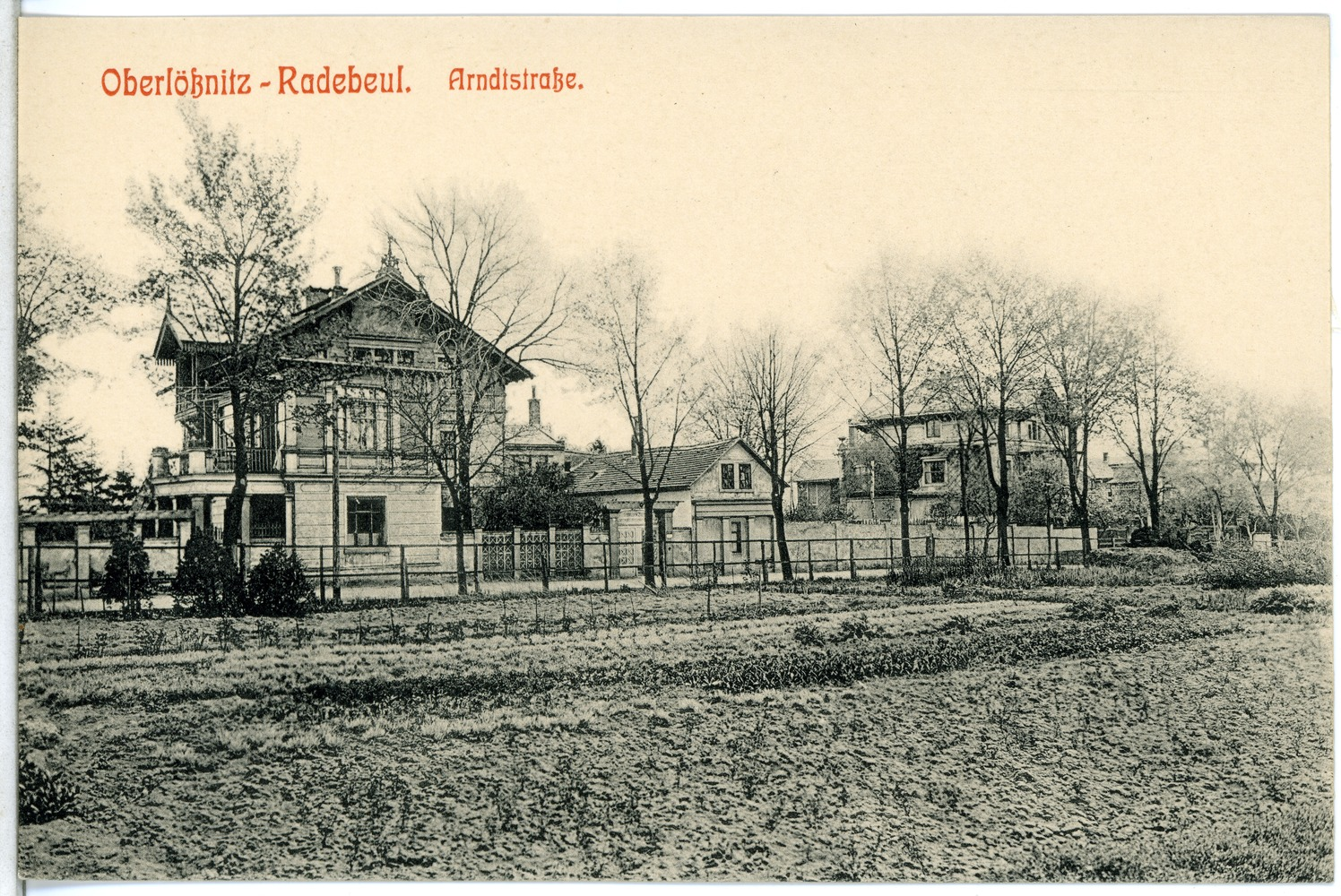
Die Villen der beiden Brüder Ziller nach ihrem Tod, 1912. Die Wiese im Vordergrund ist Oberlößnitz

Drei Jahre nach Gründung ihrer gemeinsamen Baufirma errichteten Moritz Ziller und sein Bruder Gustav Ziller 1870 einen Firmensitz in der Lößnitz. Auf einem stattlichen Eckgrundstück zur Hoflößnitzstraße bauten sie einen aus dem Jahre 1848 von ihrem Vater Christian Gottlieb Ziller stammenden Grundbau zu einer Villa als Wohnhaus um. Das Gebäude wird im Dehio als schönes Beispiel des Schweizerstils aufgeführt. Die Nebengebäude nahmen die Räumlichkeiten für das Entwurfsbüro, die Unternehmensleitung sowie das Archiv auf.
Das „Geschäftslokal“ erhielt 1896 eine Telefonverbindung zum firmeneigenen Sägewerk im Lößnitzgrund, der Meierei.
Im Jahr 1895 starb Moritz Ziller. Seinen Anteil am gemeinsamen Firmenvermögen vermachte der erfolgreiche Bauunternehmer seinem Bruder Gustav, der davon die erst 1890 vermählte, junge Witwe Elli Bertha Wilhelmine geb. Kannenberg (* 1869) mit ihrer kleinen Tochter Hanna zu versorgen hatte, bis jene später wieder heiratete. Das Haus verblieb weiterhin das Geschäftslokal der Baufirma „Gebrüder Ziller“. Nach Bruder Gustavs Tod betrieb seine Witwe Marie das Geschäft, unterstützt durch den langjährig dort arbeitenden Architekten Max Steinmetz als Technischem Leiter. Nach Marie Zillers Tod 1910 und Max Steinmetz’ Tod 1911 übernahm der ortsansässige Baumeister Alwin Höhne das Unternehmen. Im Jahr 1915 gehörte das Haus der inzwischen nach Danzig verzogenen Tochter von Moritz Ziller, Hanna Ziller. Höhne bewohnte das Erdgeschoss als Einmieter, von wo aus er auch das Unternehmen betrieb. Die beiden Obergeschosse waren vermietet. Höhne zog 1926 in ein eigenes Haus (Haus Höhne im Bergblick 2).